# Успенський собор (Москва)
Патріарший Успенський собор у Москві — культова споруда на території московського Кремля. Проєктант і будівничий — Рідольфо Арістотель Фіораванті.

## Історія

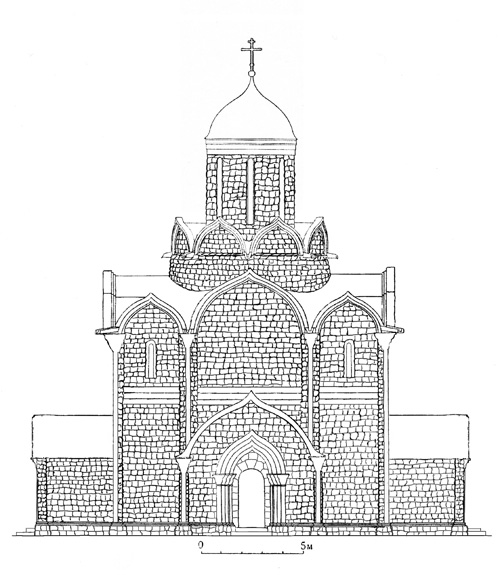
Успенський собор Івана Калити, реконструкция Сергія Заграєвського

Першу кам'яну будівлю Успенського собору Московського кремля заклали 4 серпня 1326 р. перший московський митрополит Петро Ратенський і князь Іван Калита. За даними розкопок, новий собор — перший кам'яний храм Москви — побудували на місці меморіалу, давнього дерев'яного храму. Поштовхом до будівництва послужило набуття Москвою статусу першопрестольного міста.
Наприкінці XV ст. великий князь Іван III, почав створення своєї нової резиденції з перебудови Успенського собору. Храм розібрали в 1472 р. до основи, при цьому знайшли мощі Петра Ратенського. Псковські майстри Кривцов і Мишкін звели новий собор, однак він завалився. Тоді Іван III запросив з Італії архітектора Арістотеля Фіораванті, під керівництвом якого в 1475—1479 спорудили новий собор за зразком Успенського собору у Владимирі-на-Клязьмі, що мало підкреслити спадкоємність Москви щодо одного з древніх центрів Руси. У серпні 1479 року митрополит Геронтій освятив храм. Мощі Петра Ратенського, які під час будівництва були в церкві святого Івана Богослова, перенесли в собор.
Початкові розписи собору виконали в 1481—1515 роках (брав участь іконописець Діонісій). У 1642—1643 рр. собор заново розписала група зі 150 художників на чолі з царськими ізографами Іваном і Борисом Пайсеїними й Сидором Поспєєвим, але при цьому зберегли фрагменти первинних розписів, які є найдавнішим, що дійшов до нас, зразком фрескового живопису на території Кремля. Іконостас створений у 1653 році на замовлення Патріарха Никона. Збори ікон XI—XVII ст. у соборі є одним з найбагатших у світі; більшість із них написано в Москві для соборів XIV і XV ст., інші привезли в Москву зі стародавніх міст у період «збирання російських земель». Найдавніший пам'ятник прикладного мистецтва в соборі — його південні двері (привезені до Москви з собору в Суздалі, відносяться до початку XV ст.); на них золотом по чорному лаку написані 20 зображень на біблійні теми.
З 1326 року, коли в храмі поховали Петра Ратенського, і до 1700 р. собор був усипальницею предстоятелів Московської церкви — митрополитів і патріархів. Всього в соборі 19 гробниць, розташованих уздовж стін собору.
У 1547 році тут уперше здійснено вінчання на царство Івана IV. У будівлі собору проходив Земський собор 1613, на якому царем обрали Михайла Романова. Після перенесення столиці в Санкт-Петербург собор продовжував бути місцем коронації всіх російських імператорів, починаючи з Петра II.
Під час війни 1812 р. собор розграбували наполеонівські війська. Храм отримав незначні пошкодження під час артобстрілу Кремля в листопаді 1917, але в 1918 був повністю відновлений. У 1918 році тут відбулося поставлення в патріархи московського митрополита Тихона. У тому ж році собор закрили у зв'язку з розміщенням у Кремлі уряду РРФСР. Остання служба тут пройшла на Пасху 1918 р.
У 1922 р. собор перетворили в музей. Завдяки постійним реставраційним роботам до середини 1950-х років майже всі ікони і розписи були розкриті з-під пізніших нашарувань, і в 1954 р. храм відкрили для відвідувачів. Реставраційні роботи тривали, це вимагало тимчасового закриття собору; остаточне завершення експозиція отримала в 1995 р.
Богослужіння в соборі відновили в 1990 р., їх проводять по великих церковних святах, вхід — тільки за запрошеннями.
Для огляду собор доступний усім бажаючим щодня, крім четверга, з 10.00 до 17.00.

## Опис
Успенський собор — шестистовпний, п'ятиглавий, п'ятиапсидний храм. Побудований з білого каменю в поєднанні з цеглою: з цегли викладені склепіння, барабани, східна стіна над вівтарними апсидами, приховані вівтарною перепоною східні квадратні стовпи; інші — круглі — стовпи також виконані з цегли, але облицьовані білим каменем.
Головний престол освячений на честь Успіння Пресвятої Богородиці, прибудови — на честь вмч. Димитрія Солунського, Похвали Пресвятої Богородиці, свв. первоверховних апостолів Петра і Павла.
Святині: двостороння ікона Божої Матері «Одигітрія» і «Святий Георгій», «Спас затяте око», «Трійця», два списки Володимирської ікони Божої Матері, храмовий образ «Успіння», «пред Цариця», «Апостоли Петро і Павло», «Митрополит Петро в житії» та інші; мощі московських святителів Петра, Йони, Пилипа та Єрмогена, посох Петра.

## Світлини

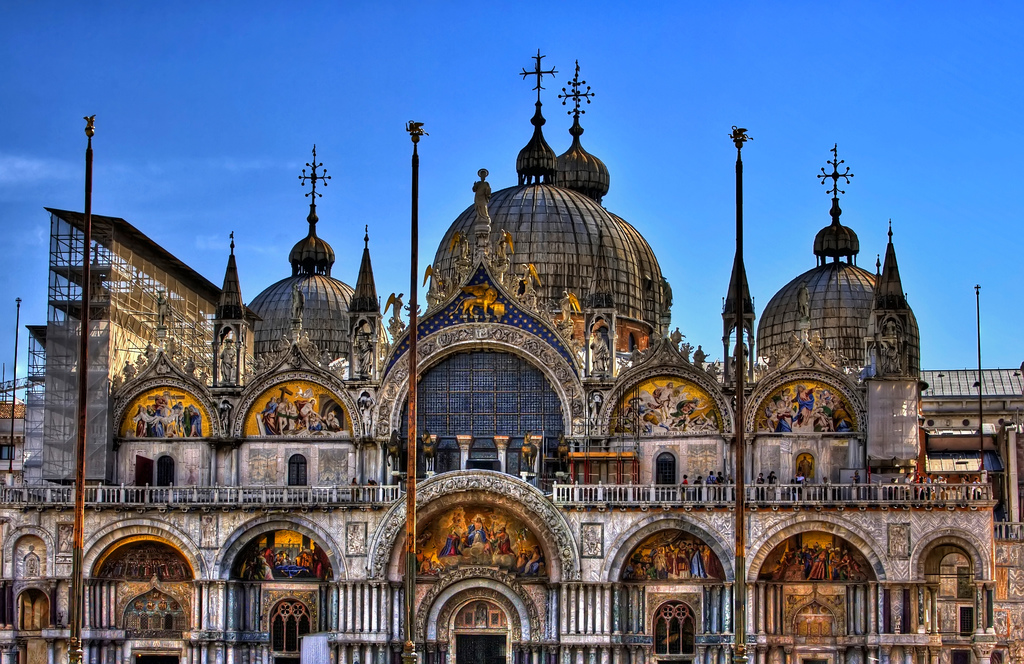
Собор святого Марка, Венеція
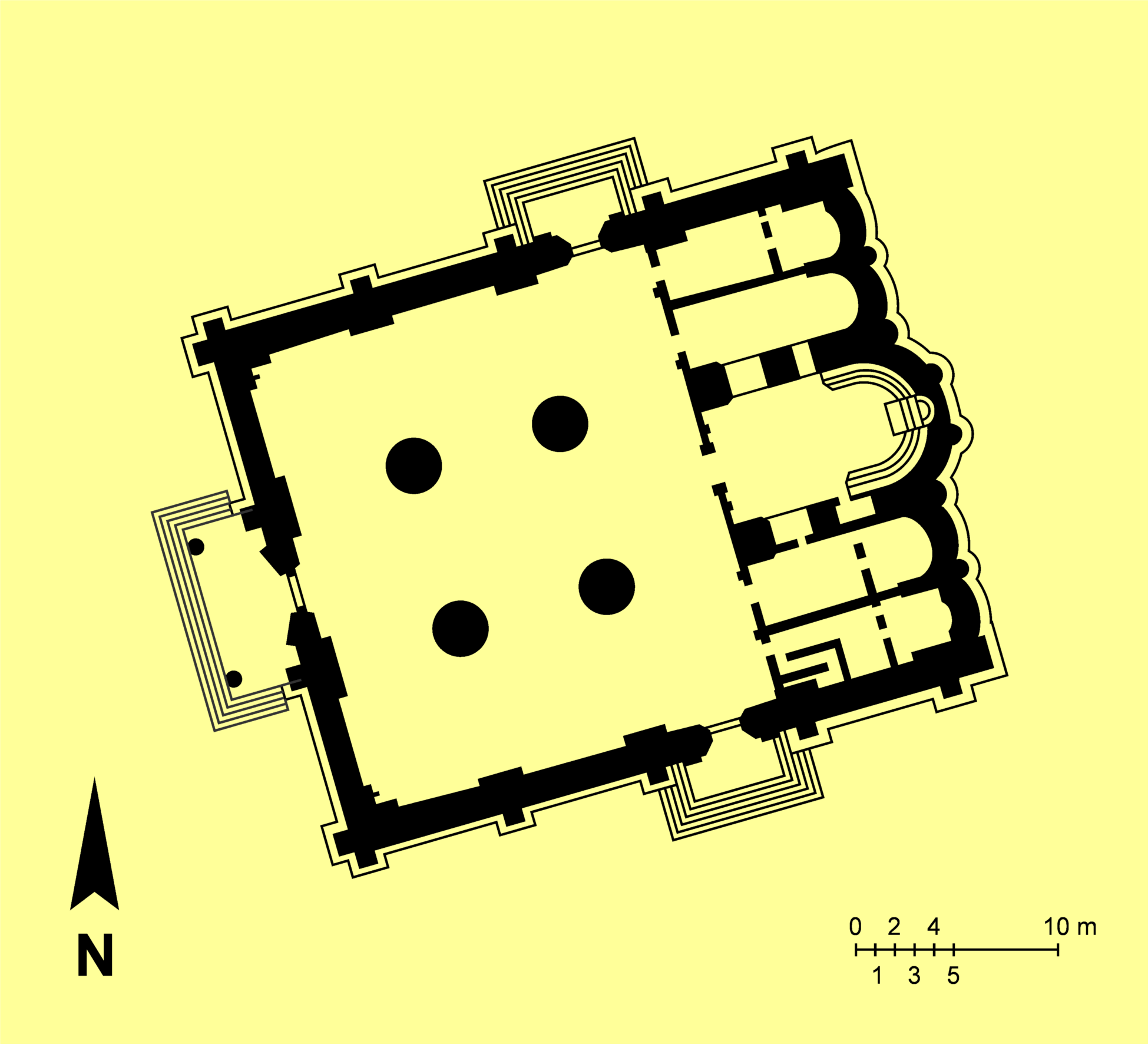
Успенський собор, поземний план за Фіораванті.
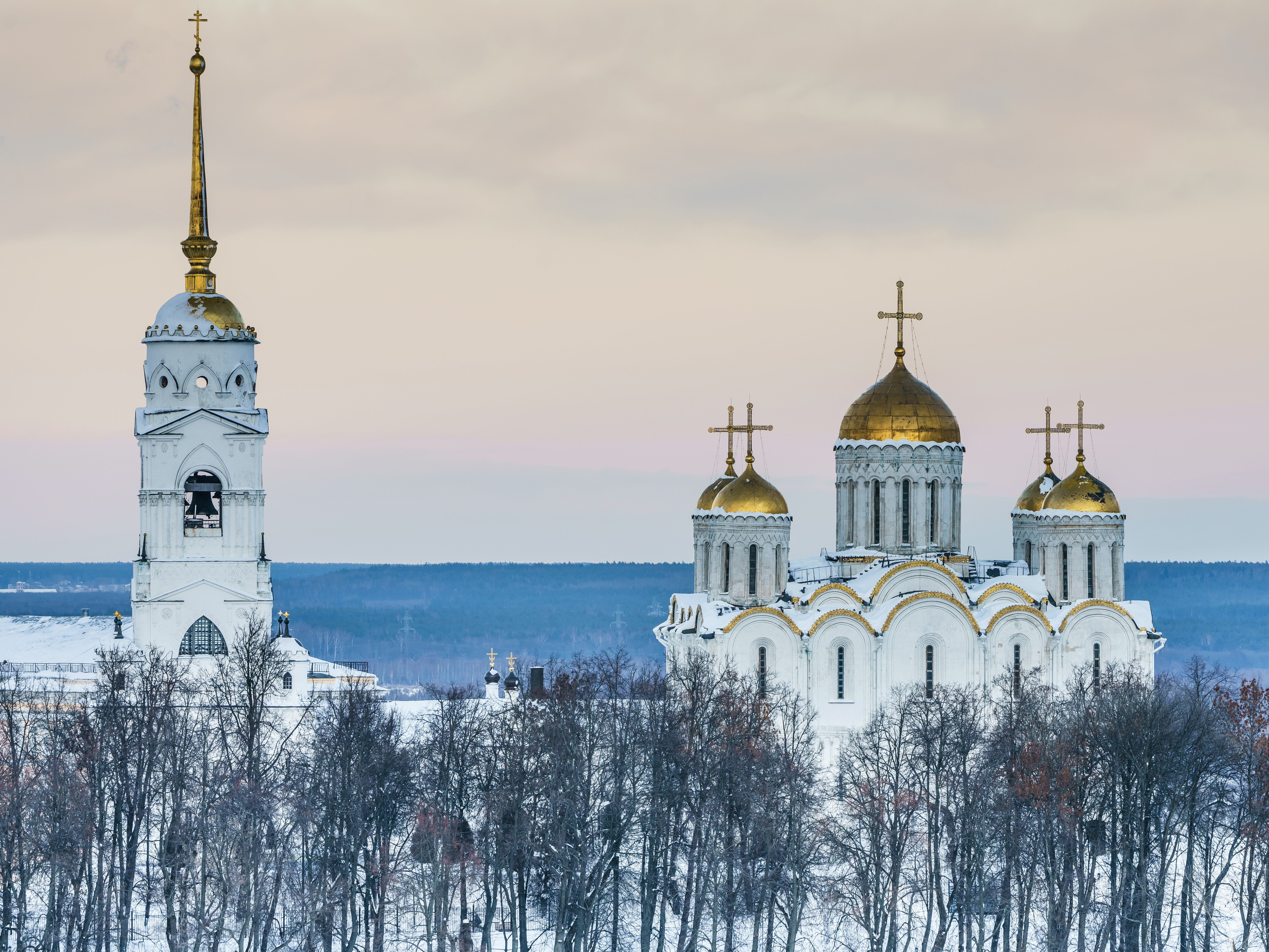
Успенський собор, м. Владимир
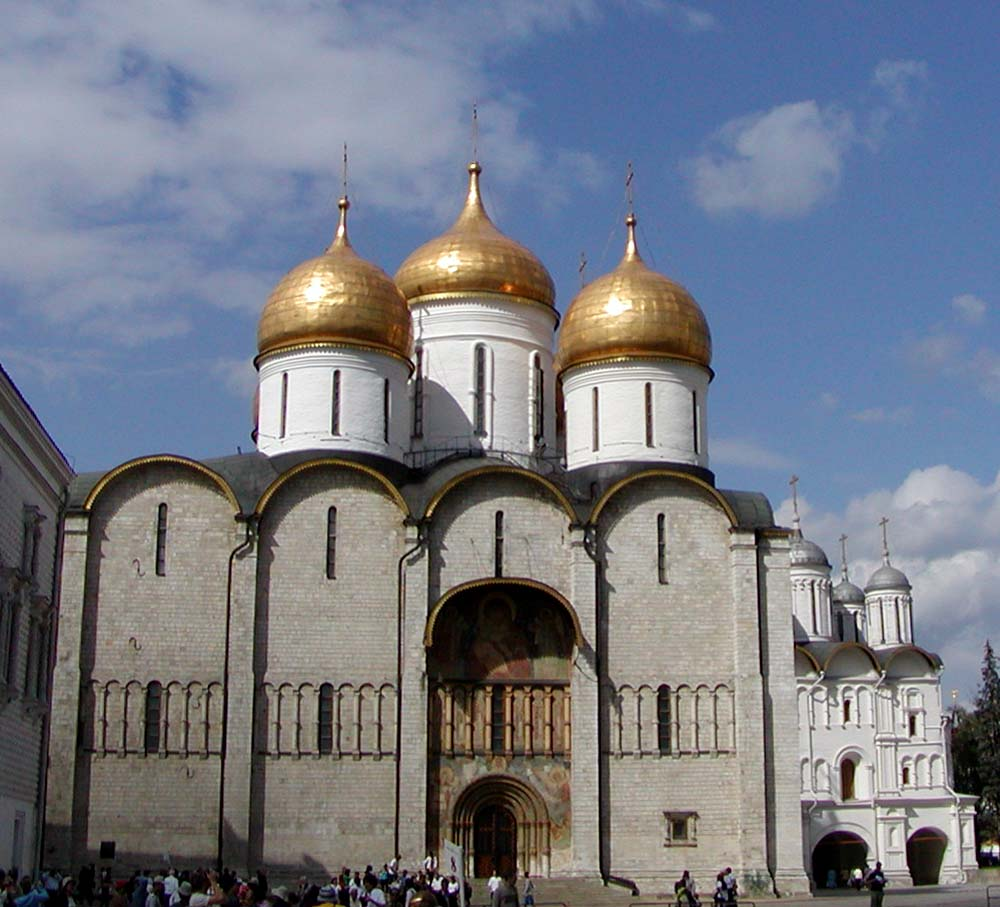
Успенський собор, південний фасад.